# Metallbearbetning

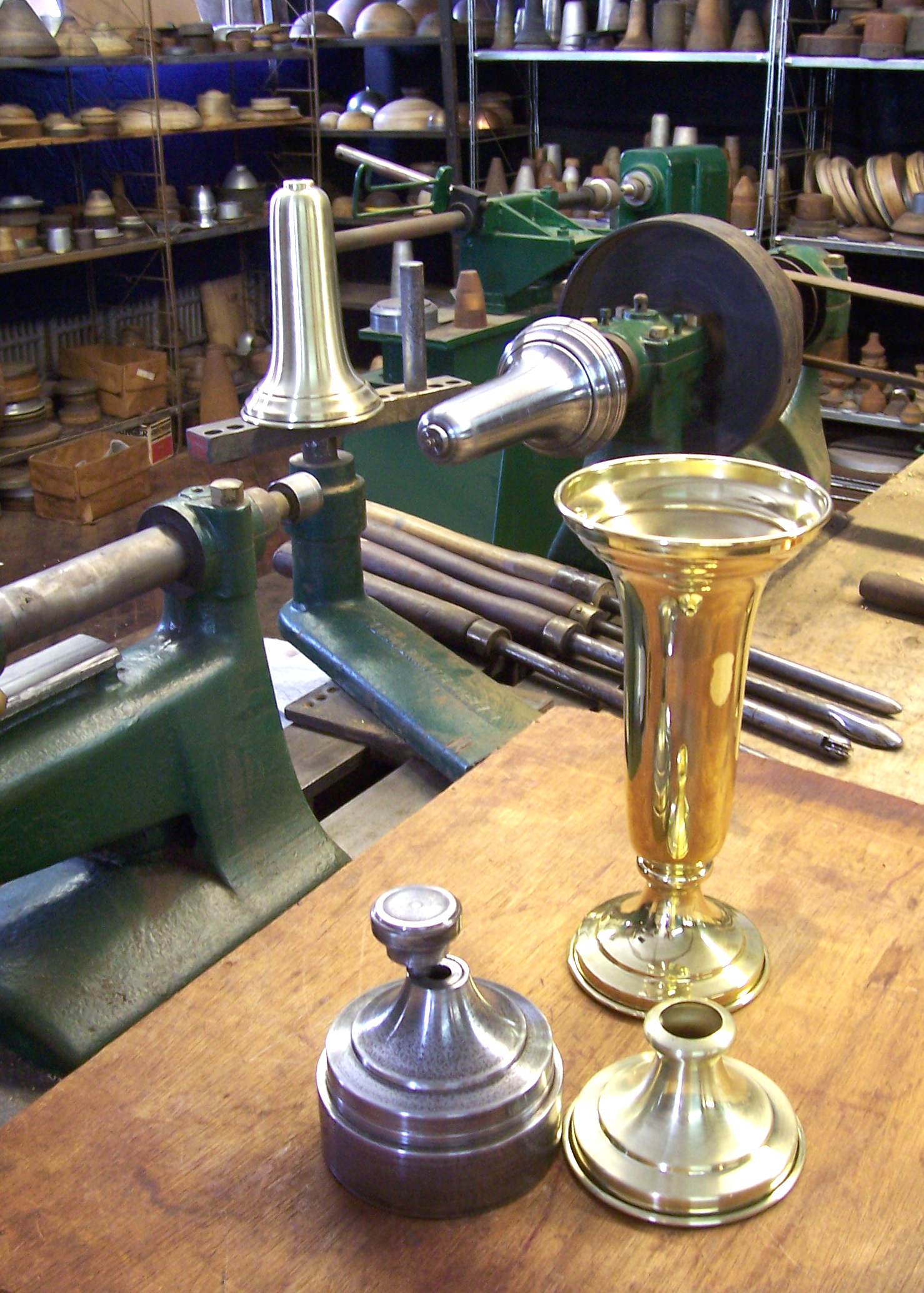
En mässingsvas som fått sin form med hjälp av formande bearbetning

Metallbearbetning innefattar processen att arbeta med metaller för att skapa en enskild produkt, sammanställning eller storskaliga strukturer. Begreppet innefattar ett brett spektrum av verk från stora broar och fartyg till motordelar som kräver hög precision eller ömtåliga smycken. På grund av bredden innefattas ett spann av kompetens, processer och verktyg.
Metallbearbetning är en vetenskap, hobby, industri och handel. Historiskt sett sträcker sig metallbearbetning över kulturer, civilizationer och årtusenden. Den har utvecklats från upptäckten att producera formbara och duktila metaller genom att smälta malm. Metallen har sedan kunnat användas i verktyg och utsmyckningar. I moderna processer kan metallbearbetningen delas upp i tre övergripande kategorier: formande bearbetning, skärande bearbetning och sammanfogande bearbetning.

## Formande bearbetning
Formande bearbetningsprocesser modifierar metallen eller arbetsstycket genom att deformera den utan att ta bort material. Denna typ av bearbetning utförs med hjälp av system som använder sig av mekanisk kraft och värme.
Typer av formande bearbetning
- Djuppressning
- Hydroforming
- Smide
- Extrudering
- Kalldragning
- Trycksvarvning

## Skärande bearbetning

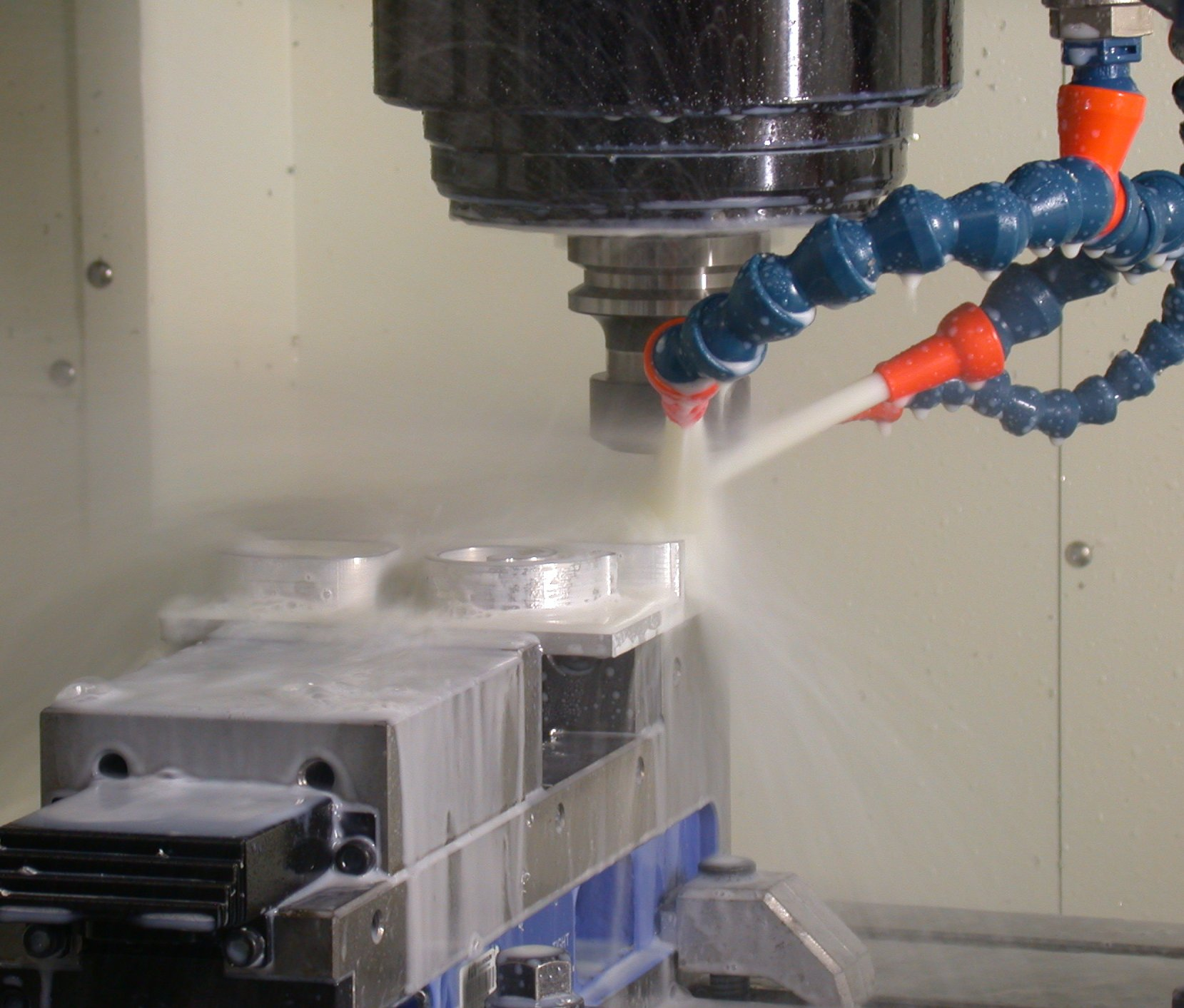
En fräs som bearbetar ett metallstycke, inklusive kylslangar.

Skärande bearbetning är en samling av processer där material bearbetas bort till en specifik geometri. Detta görs genom att ta bort överflödigt material med hjälp av olika typer av verktyg för att skapa en slutprodukt som uppfyller de krav som satts på produktens form. Resultatet från en sådan process är två produkter, den färdiga detaljen och avfall.
Typer av skärande bearbetning
- Slipning
- Svarvning
- Fräsning

## Sammanfogande bearbetning
Sammanfogande bearbetning är en process där metall sammanfogas, ofta genom att smälta arbetsstrycken eller att tillföra material.
Typer av sammanfogande bearbetning
- Svetsning
- Lödning
- Nitning